# Hóquei sobre a grama nos Jogos Olímpicos de Verão de 2000
O torneio de hóquei sobre a grama nos Jogos Olímpicos de Verão de 2000 foi disputado em Sydney, Austrália.
A equipe dos Países Baixos conquistou o bicampeonato olímpico no masculino ao superar a Coreia do Sul na final e os autralianos, donos da casa, ficaram com o bronze ao derrotarem o Paquistão. No feminino outro bicampeonato: a Austrália venceu as Leonas argentinas e garantiram o segundo ouro olímpico.

## Masculino
| Ouro. | Prata. | Bronze. |
| Países Baixos Ronald Jansen · Erik Jazet · Wouter van Pelt · Bram Lomans · Diederik van Weel · Stephan Veen · Jeroen Delmee · Jacques Brinkman · Remco van Wijk · Teun de Nooijer · Jaap-Derk Buma · Peter Windt · Sander van der Weide · Piet-Hein Geeris · Marten Eikelboom · Técnico: Maurits Hendriks | Coreia do Sul Kim Yoon Ji Seong-Hwan Seo Jong-Ho Kim Chel-Hwan Kim Yong-Bae Han Hyung-Bae Kim Kyung-Seok Kim Jung-Chul Song Seung-Tae Kang Keon-Wook Kong Keon-Wook Hwang Jong-Hyun Lim Jung-Woo Jeon Jong-Ha Jeon Hong-Kwon Yeo Woon-Kon Lim Jong-Chun Técnico: Kim Sang-Ryul | Austrália Michael Brennan · Adam Commens · Jason Duff · Troy Elder · James Elmer · Damon Diletti · Lachlan Dreher · Paul Gaudoin · Jay Stacy · Daniel Sproule · Stephen Davies · Michael York · Craig Victory · Stephen Holt · Matthew Wells · Brent Livermore · Técnico: Terry Walsh |

### Primeira fase

#### Grupo A
| Equipe        | Pts | J | V | E | D | GP | GC |
| ------------- | --- | - | - | - | - | -- | -- |
| Paquistão     | 9   | 5 | 2 | 3 | 0 | 15 | 6  |
| Países Baixos | 8   | 5 | 2 | 2 | 1 | 11 | 8  |
| Alemanha      | 8   | 5 | 2 | 2 | 1 | 7  | 6  |
| Reino Unido   | 5   | 5 | 1 | 2 | 2 | 8  | 16 |
| Malásia       | 4   | 5 | 0 | 4 | 1 | 5  | 6  |
| Canadá        | 3   | 5 | 0 | 3 | 2 | 7  | 11 |

| 16 de setembro |     |             |
| Países Baixos  | 4–2 | Reino Unido |
| Canadá         | 2–2 | Paquistão   |
| Malásia        | 0–1 | Alemanha    |
| 18 de setembro |     |             |
| Países Baixos  | 0–0 | Malásia     |
| Reino Unido    | 1–8 | Paquistão   |
| Alemanha       | 2–1 | Canadá      |
| 20 de setembro |     |             |
| Países Baixos  | 5–2 | Canadá      |
| Malásia        | 2–2 | Reino Unido |
| 21 de setembro |     |             |
| Alemanha       | 1–1 | Paquistão   |
| 23 de setembro |     |             |
| Malásia        | 2–2 | Paquistão   |
| Países Baixos  | 2–2 | Alemanha    |
| 24 de setembro |     |             |
| Reino Unido    | 1–1 | Canadá      |
| 26 de setembro |     |             |
| Malásia        | 1–1 | Canadá      |
| Países Baixos  | 0–2 | Paquistão   |
| Alemanha       | 1–2 | Reino Unido |

#### Grupo B
| Equipe        | Pts | J | V | E | D | GP | GC |
| ------------- | --- | - | - | - | - | -- | -- |
| Austrália     | 11  | 5 | 3 | 2 | 0 | 12 | 6  |
| Coreia do Sul | 8   | 5 | 2 | 2 | 1 | 9  | 7  |
| Índia         | 8   | 5 | 2 | 2 | 1 | 9  | 7  |
| Argentina     | 5   | 5 | 1 | 2 | 2 | 13 | 13 |
| Polônia       | 4   | 5 | 1 | 2 | 2 | 12 | 14 |
| Espanha       | 2   | 5 | 0 | 2 | 3 | 7  | 15 |

| 16 de setembro |     |               |
| Coreia do Sul  | 1–1 | Espanha       |
| 17 de setembro |     |               |
| Austrália      | 4–0 | Polônia       |
| Argentina      | 0–3 | Índia         |
| 19 de setembro |     |               |
| Espanha        | 1–4 | Polônia       |
| Argentina      | 2–2 | Coreia do Sul |
| Austrália      | 2–2 | Índia         |
| 21 de setembro |     |               |
| Coreia do Sul  | 2–0 | Índia         |
| Argentina      | 5–5 | Polônia       |
| Austrália      | 2–2 | Espanha       |
| 23 de setembro |     |               |
| Espanha        | 2–3 | Índia         |
| Austrália      | 2–1 | Argentina     |
| 24 de setembro |     |               |
| Polônia        | 2–4 | Coreia do Sul |
| 25 de setembro |     |               |
| Espanha        | 1–5 | Argentina     |
| 26 de setembro |     |               |
| Austrália      | 2–1 | Coreia do Sul |
| Polônia        | 1–1 | Índia         |

### Classificação 9º-12º lugar
| 27 de setembro |     |         |
| Malásia        | 0–1 | Espanha |
| 28 de setembro |     |         |
| Canadá         | 3–2 | Polônia |

### Classificação 5º-8º lugar
| 28 de setembro |     |           |
| Alemanha       | 6–2 | Argentina |
| Reino Unido    | 2–1 | Índia     |

### Semifinais
28 de setembro
| Paquistão | 0 - 1 (0 - 0) | Coreia do Sul      | 14:00 State Hockey Centre, Sydney Árbitros: Siebrecht (GER) e Von Reth (NED) |
|           |               | Song Seung-Tae 56' | 14:00 State Hockey Centre, Sydney Árbitros: Siebrecht (GER) e Von Reth (NED) |

28 de setembro
| Austrália | 0 - 0 (0 - 0) | Países Baixos            | 20:00 State Hockey Centre, Sydney Árbitros: Deo (ESP) e Ruiz (ARG) |
|           |               | Vence nos pênaltis (4-5) | 20:00 State Hockey Centre, Sydney Árbitros: Deo (ESP) e Ruiz (ARG) |

#### 11º-12º lugar
| 30 de setembro |     |         |
| Malásia        | 3–2 | Polônia |

#### 9º-10º lugar
| 30 de setembro |     |        |
| Espanha        | 3–0 | Canadá |

#### 7º-8º lugar
| 29 de setembro |     |           |
| Índia          | 3–1 | Argentina |

#### 5º-6º lugar
| 29 de setembro |     |          |
| Reino Unido    | 0–4 | Alemanha |

### Disputa pelo bronze
30 de setembro
| Paquistão         | 3 - 6 (1 - 3) | Austrália           | 17:30 State Hockey Centre, Sydney Árbitros: Von Reth (NED) e Ruiz (ARG) |
| Atif Bashir 6'    |               | Troy Elder 3'       | 17:30 State Hockey Centre, Sydney Árbitros: Von Reth (NED) e Ruiz (ARG) |
| Sohail Abbas 46'  |               | Troy Elder 8'       |                                                                         |
| Kashif Jawwad 70' |               | Stephen Davies 30'  |                                                                         |
|                   |               | James Elmer 49'     |                                                                         |
|                   |               | Troy Elder 60'      |                                                                         |
|                   |               | Michael Brennan 66' |                                                                         |

### Final
30 de setembro
| Países Baixos            | 3 - 3 (1 - 3) | Coreia do Sul      | 20:00 State Hockey Centre, Sydney Árbitros: Deo (ESP) e Siebrecht (GER) |
| Stephan Veen 20'         |               | Song Seung-Tae 9'  | 20:00 State Hockey Centre, Sydney Árbitros: Deo (ESP) e Siebrecht (GER) |
| Stephan Veen 38'         |               | Kim Kyung-Seok 66' |                                                                         |
| Stephan Veen 64'         |               | Kang Keon-Wook 68' |                                                                         |
| Vence nos pênaltis (5-4) |               |                    |                                                                         |

### Classificação final
| Pos. | País          |
| ---- | ------------- |
|      | Países Baixos |
|      | Coreia do Sul |
|      | Austrália     |
| 4    | Paquistão     |
| 5    | Alemanha      |
| 6    | Reino Unido   |
| 7    | Índia         |
| 8    | Argentina     |
| 9    | Espanha       |
| 10   | Canadá        |
| 11   | Malásia       |
| 12   | Polónia       |

## Feminino
| Ouro. | Prata. | Bronze. |
| Austrália Alyson Annan · Juliet Haslam · Alison Peek · Claire Mitchell-Taverner · Kate Starre · Kate Allen · Lisa Carruthers · Rechelle Hawkes · Clover Maitland · Rachel Imison · Angie Skirving · Julie Towers · Renita Garard · Jenny Morris · Katrina Powell · Nikki Hudson · Técnico: Rick Charlesworth | Argentina Mariela Antoniska · Agustina Garcia · Magdalena Aicega · Maria Paz Ferrari · Anabel Gambero · Ayelen Stepnik · Ines Arrondo · Luciana Aymar · Vanina Oñeto · Jorgelina Rimoldi · Karina Masotta · Paola Vukojicic · Laura Maiztequi · Mercedes Margalot · Maria de la Paz Hernandez · Cecilia Rognoni · Técnico: Sergio Vigil | Países Baixos Julie Deiters · Fatima Moreira de Melo · Hanneke Smabers · Dillianne van den Boogaard · Margje Teeuwen · Mijntje Donners · Ageeth Boomgaardt · Myrna Veenstra · Minke Smabers · Carole Thate · Fleur van de Kieft · Minke Booij · Daphne Touw · Técnico: Tom van 't Hek |

### Primeira fase

#### Grupo C
| Equipe        | Pts | J | V | E | D | GP | GC |
| ------------- | --- | - | - | - | - | -- | -- |
| Austrália     | 10  | 4 | 3 | 1 | 0 | 9  | 3  |
| Argentina     | 6   | 4 | 2 | 0 | 2 | 5  | 6  |
| Espanha       | 5   | 4 | 1 | 2 | 1 | 2  | 3  |
| Reino Unido   | 4   | 4 | 1 | 1 | 2 | 5  | 5  |
| Coreia do Sul | 2   | 4 | 0 | 2 | 2 | 4  | 8  |

| 16 de setembro |     |               |
| Coreia do Sul  | 2–3 | Argentina     |
| 17 de setembro |     |               |
| Austrália      | 2–1 | Reino Unido   |
| Coreia do Sul  | 0–0 | Espanha       |
| 18 de setembro |     |               |
| Reino Unido    | 0–1 | Argentina     |
| 19 de setembro |     |               |
| Austrália      | 1–1 | Espanha       |
| 20 de setembro |     |               |
| Coreia do Sul  | 2–2 | Reino Unido   |
| Austrália      | 3–1 | Argentina     |
| 21 de setembro |     |               |
| Argentina      | 0–1 | Espanha       |
| 22 de setembro |     |               |
| Austrália      | 2–2 | Coreia do Sul |
| Reino Unido    | 2–0 | Espanha       |

#### Grupo D
| Equipe        | Pts | J | V | E | D | GP | GC |
| ------------- | --- | - | - | - | - | -- | -- |
| Nova Zelândia | 7   | 4 | 2 | 1 | 1 | 7  | 5  |
| China         | 6   | 4 | 2 | 0 | 2 | 4  | 5  |
| Países Baixos | 5   | 4 | 1 | 2 | 1 | 9  | 9  |
| Alemanha      | 5   | 4 | 1 | 2 | 1 | 6  | 6  |
| África do Sul | 4   | 4 | 1 | 1 | 2 | 4  | 5  |

| 16 de setembro |     |               |
| Alemanha       | 1–1 | Nova Zelândia |
| 17 de setembro |     |               |
| Países Baixos  | 1–2 | China         |
| Alemanha       | 2–1 | África do Sul |
| 18 de setembro |     |               |
| China          | 0–2 | Nova Zelândia |
| 19 de setembro |     |               |
| Países Baixos  | 2–2 | África do Sul |
| 20 de setembro |     |               |
| Alemanha       | 1–2 | China         |
| Países Baixos  | 4–3 | Nova Zelândia |
| 21 de setembro |     |               |
| Nova Zelândia  | 1–0 | África do Sul |
| 22 de setembro |     |               |
| Países Baixos  | 2–2 | Alemanha      |
| China          | 0–2 | África do Sul |

### Segunda fase
Na segunda fase as três equipes classificadas de cada grupo da fase anteiror integram um grupo único, sendo que as equipes que se enfrentaram na primeira fase não voltam a jogar nessa fase. As duas equipes melhores colocadas disputam o ouro e as ubicadas entre terceiro e quarto lugares o bronze.

#### Grupo único
| Equipe        | Pts | J | V | E | D | GP | GC |
| ------------- | --- | - | - | - | - | -- | -- |
| Austrália     | 13  | 5 | 4 | 1 | 0 | 17 | 3  |
| Argentina     | 9   | 5 | 3 | 0 | 2 | 13 | 7  |
| Países Baixos | 6   | 5 | 2 | 0 | 3 | 8  | 14 |
| Espanha       | 6   | 5 | 1 | 3 | 1 | 5  | 5  |
| China         | 4   | 5 | 1 | 1 | 3 | 4  | 10 |
| Nova Zelândia | 4   | 5 | 1 | 1 | 3 | 8  | 16 |

| 24 de setembro |     |               |
| Espanha        | 0–0 | China         |
| Argentina      | 3–1 | Países Baixos |
| Austrália      | 3–0 | Nova Zelândia |
| 25 de setembro |     |               |
| Argentina      | 2–1 | China         |
| Austrália      | 5–0 | Países Baixos |
| Espanha        | 2–2 | Nova Zelândia |
| 27 de setembro |     |               |
| Países Baixos  | 2–1 | Espanha       |
| Argentina      | 7–1 | Nova Zelândia |
| Austrália      | 5–1 | China         |

### Classificação 7º-10º lugar
| 25 de setembro |     |               |
| Reino Unido    | 3–2 | África do Sul |
| Alemanha       | 3–2 | Coreia do Sul |

#### 9º-10º lugar
| 27 de setembro |     |               |
| África do Sul  | 0–3 | Coreia do Sul |

#### 7º-8º lugar
| 27 de setembro |     |          |
| Reino Unido    | 0–2 | Alemanha |

### Disputa pelo bronze
29 de setembro
| Países Baixos         | 2 - 0 (1 - 0) | Espanha | 17:30 State Hockey Centre, Sydney Árbitros: Clarke (GBR) e Spitaleri (ITA) |
| Ageeth Boomgaardt 10' |               |         | 17:30 State Hockey Centre, Sydney Árbitros: Clarke (GBR) e Spitaleri (ITA) |
| Carole Thate 55'      |               |         |                                                                            |

### Final
29 de setembro
| Austrália         | 3 – 1 (2 – 0) | Argentina        | 20:00 State Hockey Centre, Sydney Árbitros: Van Gemert (NED) e Yasueda (JAP) |
| Alyson Annan 9'   |               | Vanina Oñeto 43' | 20:00 State Hockey Centre, Sydney Árbitros: Van Gemert (NED) e Yasueda (JAP) |
| Juliet Haslam 25' |               |                  |                                                                              |
| Jenny Morris 37'  |               |                  |                                                                              |

### Classificação final
| Pos. | País          |
| ---- | ------------- |
|      | Austrália     |
|      | Argentina     |
|      | Países Baixos |
| 4    | Espanha       |
| 5    | China         |
| 6    | Nova Zelândia |
| 7    | Alemanha      |
| 8    | Reino Unido   |
| 9    | Coreia do Sul |
| 10   | África do Sul |